# Vattenmagasin

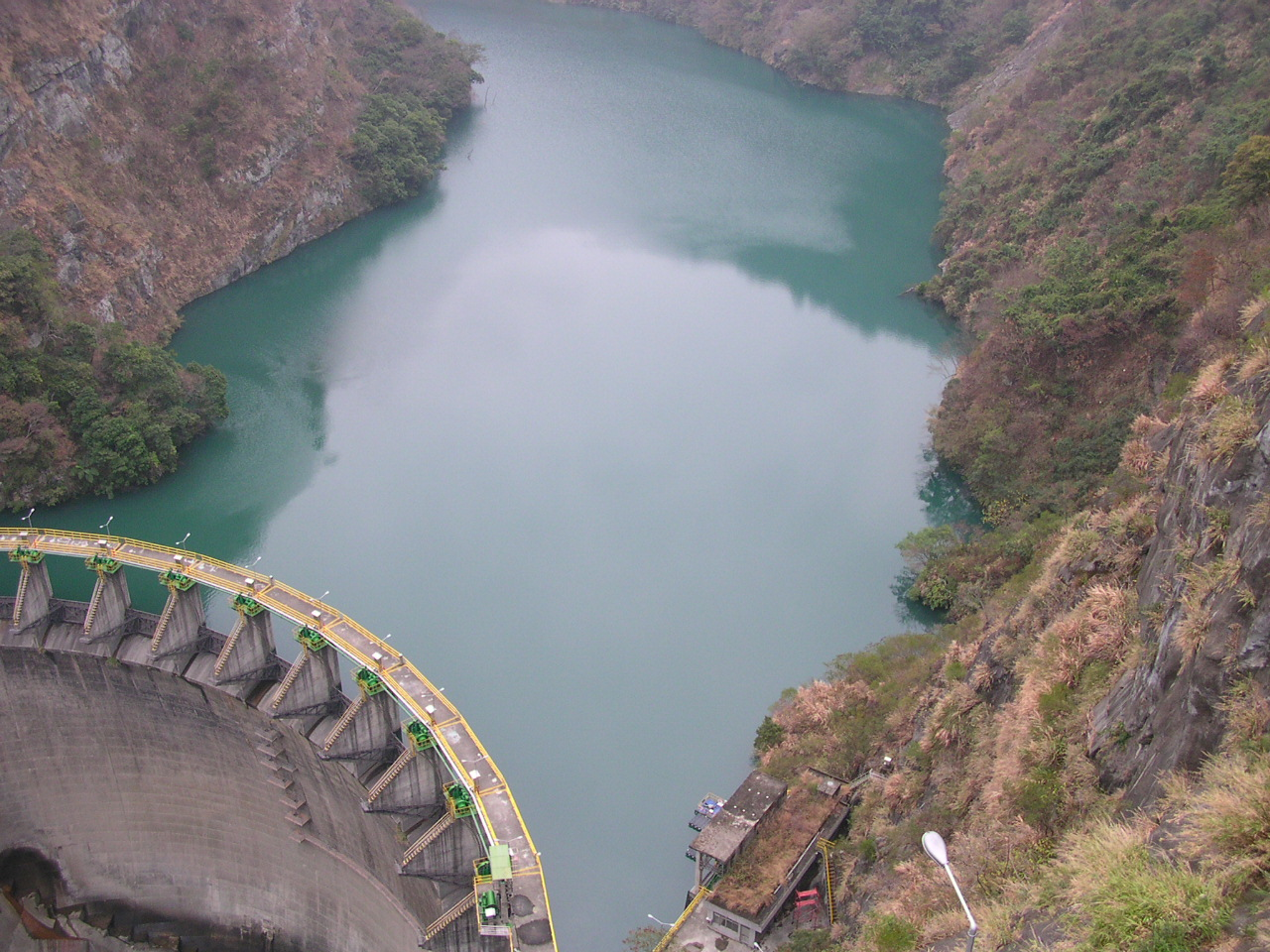
Jhonghuadammen i floden Dahan i Taoyuan County, Taiwan.

Ett vattenmagasin (även vattenreservoar, regleringsmagasin, konstgjord sjö eller artificiell sjö) är en typ av reservoar, exempelvis en fördämning eller konstgjord sjö som används för att lagra stora mängder vatten. Vattenmassorna kan sedan användas i ett vattenkraftverk eller ledas till ett vattenverk för att försörja ett område, oftast en större stad, med kranvatten.
Konstgjorda sjöar benämns ibland som sjöar i sitt namn, exempelvis världens största reservoar Voltasjön. Andra benämns reservoar i namnet, till exempel Rybinskreservoaren.
Vattentorn är en annan form av vattenmagasin.